# 夏威夷州科納聖殿
夏威夷科納聖殿（Kona Hawaii Temple）是第70座耶穌基督後期聖徒教會的聖殿，位於夏威夷島科納，也是夏威夷的第二座耶穌基督後期聖徒教會聖殿和太平洋群島的第六座耶穌基督後期聖徒教會聖殿。夏威夷科納聖殿在1998年5月7日宣布建立，在1999年開工。

## 外部連結
- Official Kona Hawaii Temple page （页面存档备份，存于）
- Kona Hawaii Temple page （页面存档备份，存于）